# Il mio medico
Il mio medico è un programma televisivo italiano di informazione medica in onda dal novembre 2014 su TV2000.

## Il programma
Il mio medico è la trasmissione di TV2000 che si occupa di informazione sulla salute e il benessere. In ogni puntata si affrontano temi di medicina generale e specialistica, con esperti del settore. Particolare attenzione è riservata all'alimentazione e all'attività fisica grazie all'intervento di medici, nutrizionisti, fisiatri e fisioterapisti. 
Il programma è condotto da Monica Di Loreto e firmato da Fausto Della Ceca. 